# Gabelige Leuchterblume

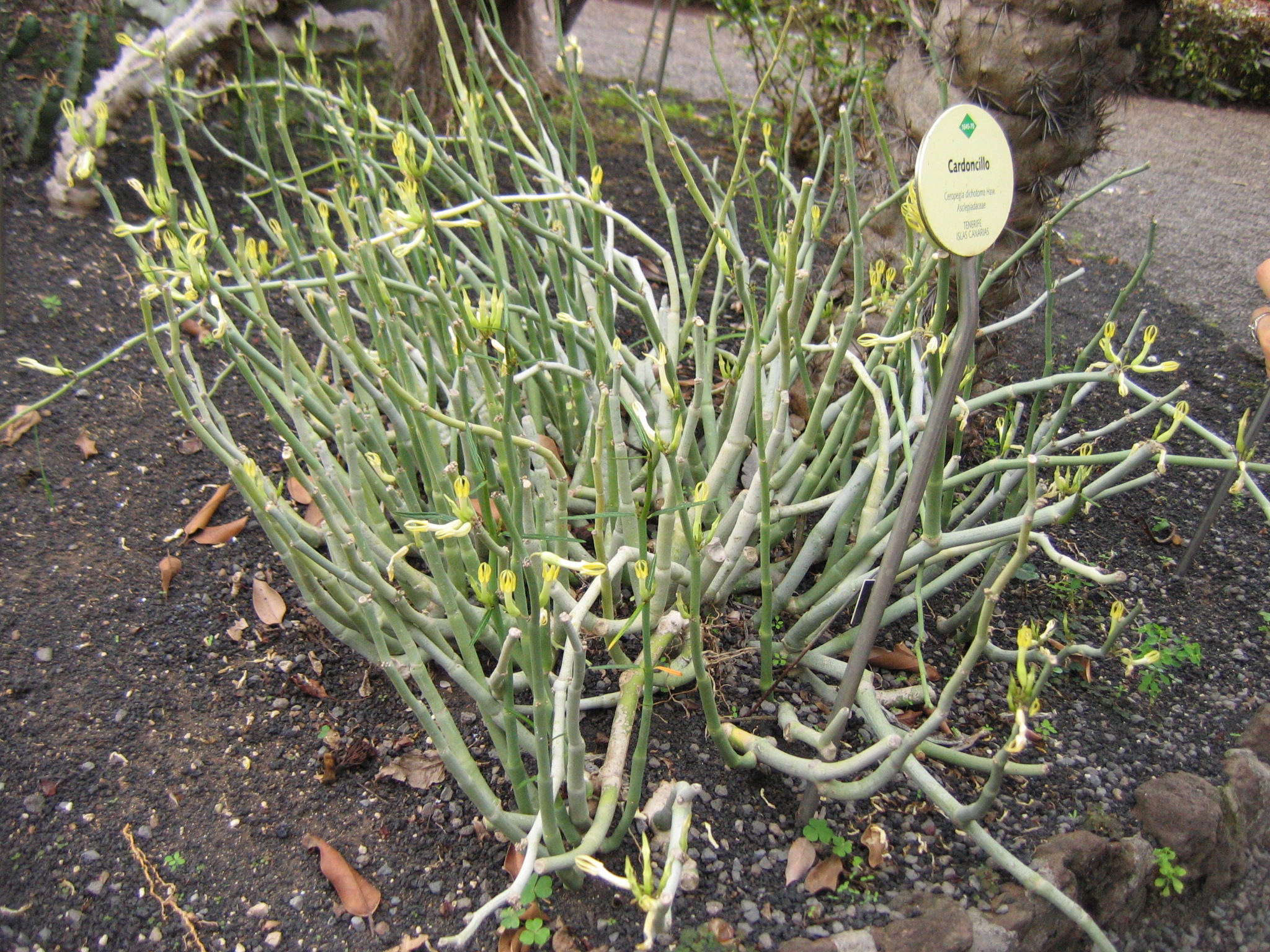
Ceropegia dichotoma, Habitus, Teneriffa

Die Gabelige Leuchterblume (Ceropegia dichotoma) (span. Cardoncillo) ist eine Pflanzenart der Gattung Leuchterblumen (Ceropegia) aus der Unterfamilie der Seidenpflanzengewächse (Asclepiadoideae), die der Familie Hundsgiftgewächse (Apocynaceae) zugerechnet wird. Diese Art ist ein Endemit der Kanaren.

## Merkmale
Die Gabelige Leuchterblume ist eine strauchartig wachsende, ausdauernde sukkulente Pflanze, die Wuchshöhen von bis zu 1 Meter erreicht; die Unterart Ceropegia dichotoma subsp. krainzii auf Gomera und Teneriffa wird bis zu 1,5 m hoch. Diese Art besitzt eine meist aufrechte, z. T. auch liegend-aufsteigende Wuchsform mit regelmäßigen, basalen Verzweigungen. Sie ist durch eine Spross- und Blattsukkulenz gekennzeichnet. Die Stängel messen 5 bis etwa 20 mm im Durchmesser und sind im frischen Zustand zunächst grünlich; sie werden später durch Wachsauflagerungen grünlich- bis hellgrau. Die 2 bis 12 cm langen, bis 8 mm breiten linealisch-elliptischen Blättchen sind gegenständig. Die Nerven sind etwas heller, die Ränder umgebogen. Sie entwickeln sich nur an den frischen Stängeln und fallen später ab.
Im oberen Bereich der Pflanzen entwickeln sich sitzende scheindoldige Blütenstände mit Gruppen von zwei bis zehn Blüten. Die Blüten der Nominatunterart sind typische Fensterblüten. Die gelblichen Blüten sind 3 bis 4 cm lang. Davon entfallen auf die Kronröhre 10 bis 16 mm. Der Kronkessel misst 4 bis 5 mm im Durchmesser und ist nur geringfügig breiter als die Kronröhre. Die Neben- oder Innenkrone ist im bauchigen Teil der Kronröhre eingeschlossen. Die fünf Kronzipfel sind 8 bis 12 mm lang und 1 bis 3 mm breit. Sie sind meist intensiver gelb gefärbt als die Kronröhre. Sie sind bei der Nominatunterart apikal verwachsen, die Ränder sind nach außen gebogen. Bei der Unterart Ceropegia dichotoma subsp. krainzii spreizen sich die Kronenzipfel etwas ab. Die Blüten sind in größeren Gruppen (10 bis 70) angeordnet. Die Blüten sind auch etwas schlanker als die der Nominatunterart. Die fünf Staubblätter sind an den kurzen Staubfäden zu einer Röhre verwachsen.
Die paarig angeordneten, spindelförmigen Balgfrüchte weisen einen Durchmesser von bis 4 mm auf, sind bis 11 cm lang und enthalten bis zu 20 Samen.

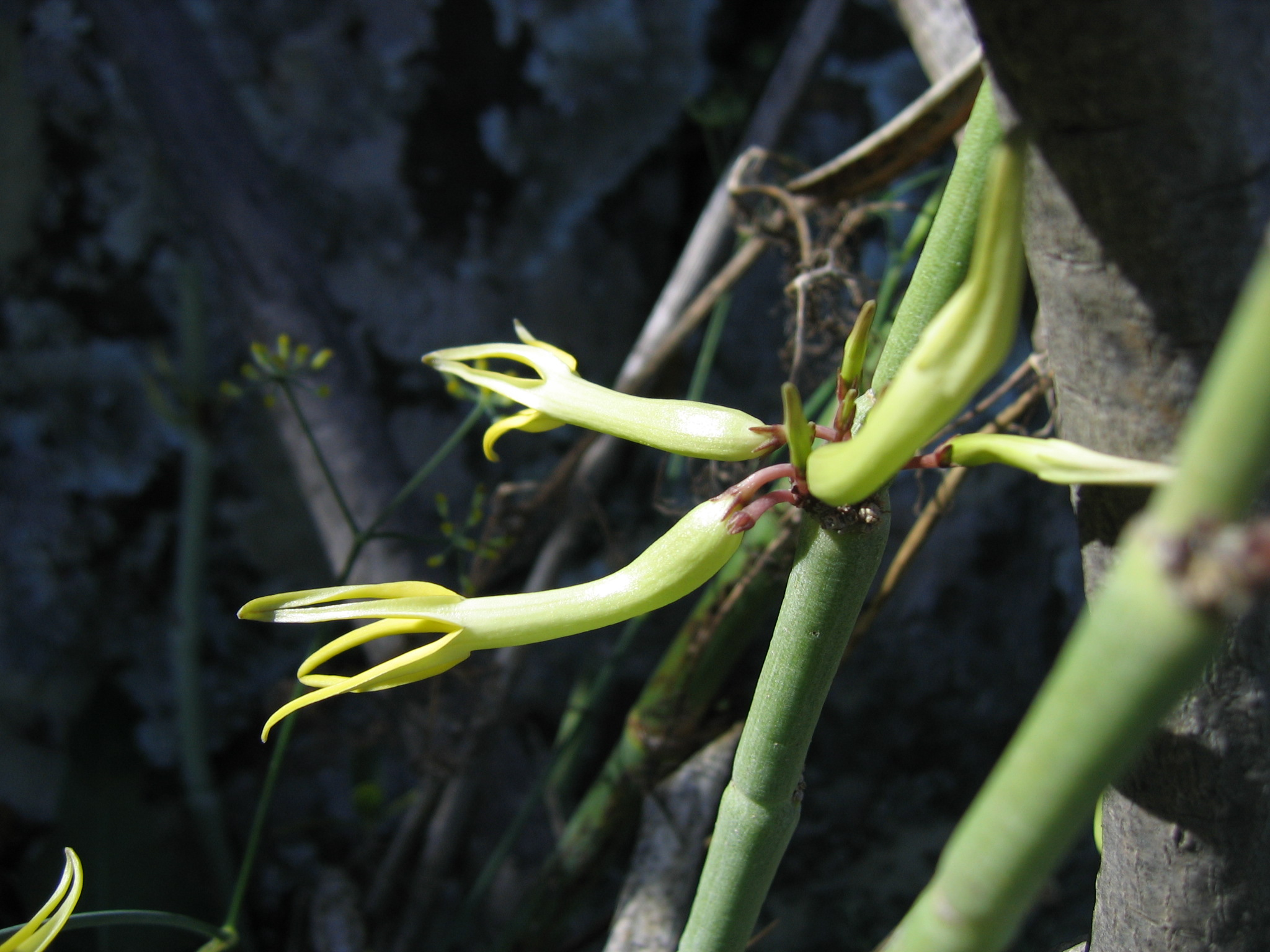
Ceropegia dichotoma subsp. krainzii, Blüten, Teneriffa

## Vorkommen
Ceropegia dichotoma subsp. dichotoma ist auf die Kanarischen Inseln La Palma, Hierro und Teneriffa beschränkt. Die Unterart Ceropegia dichotoma subsp. krainzii kommt nur auf Gomera und Teneriffa vor. Sie kommt hier jeweils auf den etwas feuchteren Nordseiten der Inseln vor. Im Gegensatz dazu ist die zweite kanarische Ceriopegia-Art, die Rotbraune Leuchterblume (Ceropegia fusca) auf die trockeneren Standorte der Südseiten dieser Inseln beschränkt.

## Systematik
Von den Kanaren wurden eine ganze Reihe von Varietäten und Arten der Gattung Ceropegia beschrieben, die heute meist als Synonyme betrachtet werden. Lediglich Ceropegia dichotoma subsp. krainzii (Svent.) Bruyns (Syn.: Ceropegia krainzii Sventenius) wird heute als Unterart akzeptiert. Ceropegia hians Sventenius und Ceropegia hians var. striata Sventenius sind Synonyme von Ceropegia dichotoma subsp. dichotoma. Ceropegia chrysantha Svent. und Ceropegia ceratophora Svent. sind Synonyme der Unterart Ceropegia dichotoma subsp. krainzii.